# کاریبینت‌ایر
کاریبینت‌ایر (به انگلیسی: Caribintair) یک شرکت هواپیمایی است که در تاریخ حدود ۱۹۸۹ میلادی تأسیس شده است. دفتر مرکزی کاریبینت‌ایر در پورتو پرنس، هائیتی واقع شده‌است و قطب این شرکت هواپیمایی در فرودگاه بین‌المللی توسن لوورتور قرار دارد و به ۵ مقصد، پرواز مستقیم انجام می‌دهد.